# Підводна робототехніка
Підводна робототехніка, як і робототехніка взагалі, — це наука і практика проєктування, виробництва і, в такому випадку, застосування роботів в підводному середовищі.

## Що таке підводний робот?
Підводними роботами заведено називати:
- телекеровані незаселені підводні апарати (ТНПА);
- автономні незаселені підводні апарати (АНПА);
- глайдери (підводний планер);
- дрейфуючі буї-вимірювачі (наприклад, Арго);
- комплекси, що буксуються або розміщуються на дні.

Уже наприкінці 1970-х рр., у поняття «підводний робот» вкладалося щось відмінне від понять «машина», «механізм», «автоматична система». Тоді вважалося, що: «Підводний робот — це кібернетичний комплексний пристрій, що має внутрішню пам'ять і самостійно орієнтується в навколишньому середовищі». Згідно з сучасними визначеннями робот повинен мати певну рухливість та ступінь (рівень) автономності. З експлуатованих зараз виробів, найбільш автономними, тобто здатними виконувати завдання за призначенням на основі поточного стану і сприйняття навколишнього середовища без втручання людини, є дрейфуючі буї-вимірювачі. ТНПА найменш автономні й керуються операторами в реальному часі за допомогою телекерування. АНПА пересуваються під своїм власним керуванням, відповідно до програми-завдання, підготовленої заздалегідь, але з постійним контролем операторами позиції, параметрів руху і режиму роботи корисного навантаження. Оператор може втрутитися в хід виконання програми-завдання, давати команди за допомогою бездротової технології, найчастіше, гідроакустичної.
Підводні роботи інколи відносять до мобільних, проте серед діючих міжнародних і розроблювальних російських стандартів (на листопад 2019), що стосуються мобільних роботів, підводні не згадуються. Залежно від завдання, призначення і складу корисного навантаження підводний робот може вести зйомку або маніпуляції: обстеження підводних трубопроводів (Autonomous Pipeline Inspection), знищення морських мін (Single Sortie Detect-to-Engage), будівництво і технічне обслуговування (IMR services, Intervention) в морському нафтогазовидобуванню.

## Класифікація
Підводними роботами часто називають незаселені підводні апарати, які мають вже сформовану класифікацію, як в російському технічному регулюванні, в деяких інших державах, наприклад, Норвегії, так і в міжнародній практиці.
Класифікація роботів по ГОСТ Р 60.0.0.2-2016, зачіпає тільки наземні пристрої і містить примітку про те, що: «Класифікація роботів космічного, повітряного, надводного і підводного застосування, а також детальні класифікації окремих видів наземних роботів повинні бути визначені в інших стандартах».
21 березня 2017 року в ГНЦ РФ ЦНДІ РТК відбулася нарада, присвячена стандартизації морських робототехнічних комплексів і їх елементів, але до 2020 р. стандартів, що стосуються підводних роботів не було введено. У структурі технічного комітету зі стандартизації «Робототехніка» існує Підкомітет «Морські робототехнічні комплекси», який очолює ЦКБ МТ «Рубін». До 20.09.2019 р. велося обговорення проєкту стандарту ГОСТ Р 60.7.0.1-20ХХ "Морські робототехнічні комплекси. Класифікація ".
Морські робототехнічні комплекси по виду продукції в процесі стандартизації співвідносяться з ОКПД2 28.99.39.190 — Обладнання спеціального призначення, що не належить до інших угруповань.

## Провідні організації
Протягом декількох десятиліть підводними роботами займаються в Вашингтонському, Саутгемптонському, Бергенському університетах, Університеті Херіота-Уатта, Массачусетському технологічному інституті і багатьох інших. У Росії певних успіхів на тему домоглися: ФГБУ "ІПМТ ДВО РАН", Інститут океанології імені П. П. Ширшова РАН, МГТУ ім. Баумана, ЦКБ МТ «Рубін» та інші.

## Підводна робототехніка й освіта

### Освітня підводна робототехніка
З початку 2000-х робототехніка і підводна робототехніка зокрема, набули широкої популярності як освітня технологія, що дозволяє навчати школярів і студентів з різних технічних напрямків (програмування, схемотехніка, конструювання) і дисциплін (гідроакустика, прилади, навігація, обробка сигналів, комп'ютерний зір, маніпулятори та ін.).

### Змагання з підводної робототехніки
Технологічні конкурси з підводної робототехніки організовуються як з метою пошуку нових технічних рішень, наприклад, Shell Ocean Discovery XPRIZE або AUV Fest, де можуть брати участь і студенти, так і з переважно освітньою метою для студентів і школярів.
| Назва змагання                                  | рівень        | рік початку | Країна проведення                                  | Тип роботів | вік учасників                       | основний організатор                          |
| ----------------------------------------------- | ------------- | ----------- | -------------------------------------------------- | ----------- | ----------------------------------- | --------------------------------------------- |
| Robosub                                         | Міжнародний   | 1998        | США (Сан-Дієго)                                    | АНПА        | Старші школярі, студенти, аспіранти | Robonation                                    |
| MATE ROV                                        | Міжнародний   | 2002        | США (іноді Канада). має мережу регіональних етапів | ТНПА        | Школярі, студенти                   | MATE Center                                   |
| SAUC-E                                          | Міжнародний   | 2006        | Європа                                             | АНПА        | Студенти, аспіранти                 | NEST                                          |
| SAUVC                                           | Міжнародний   | 2013        | Сінгапур                                           | АНПА        | Школярі, студенти, аспіранти        | IEEE OES Singapore                            |
| SeaPerch Challenge                              | Міжнародний   |             | США                                                | ТНПА        | молодші школярі                     | Robonation                                    |
| MATE Russia-Far East ROV Competition            | Всеросійський | 2015        | Росія (Владивосток)                                | ТНПА        | Школярі, студенти                   | центр розвитку робототехніки                  |
| ВРО Інтелектуальні АНПА                         | Всеросійський | 2016        | Росія (Іннополіс)                                  | АНПА        | Школярі 8-11 класів                 | Центр робототехніки, університет Іннополіс    |
| Олімпіаді НТІ Водні робототехнічні комплекси    | Всеросійський | 2017        | Росія (Владивосток)                                | АНПА        | Школярі 8-11 класів                 | Центр робототехніки , ДВФУ                    |
| Аквароботех                                     | Всеросійський | 2018        | Росія (Владивосток)                                | АНПА, ТНПА  | Студенти, аспіранти, фахівці        | ФПІ, ДВФУ, МДУ ім. адм. Г. І. Невельського    |
| Занурення в підводну робототехніку              | Всеросійський | 2018        | Росія (Владивосток)                                | ТНПА        | Школярі 1-4 класів                  | Центр розвитку робототехніки                  |
| Кубок Росії по телекерованим підводним апаратам | Всеросійський | 2018        | Росія (Астрахань)                                  | ТНПА        | Школярі, студенти, фахівці          | Астраханське регіональне відділення ФСС Росії |
| ІНТЕР                                           | Всеросійський | 2019        | Росія (Тула, Анапа)                                | АНПА        | Школярі, 8-11 класів                | Фонд сприяння інноваціям, центр робототехніки |

### Набори і конструктори підводних роботів
Застосування підводної робототехніки в освіті стало можливим як шляхом цілеспрямованого розвитку тематичних програм (SeaPerch) і проєктів (OpenROV, MUR), так і завдяки розвитку компонентної бази, появі нових виробників і здешевленню традиційно дорогих комплектуючих для підводних роботів (рушії, камери, датчики, роз'єми, кабель-канати й ін.)

## Примітка
1. ↑  ГОСТ Р 60.0.0.4-2019/ИСО 8373:2012 Роботы и робототехнические устройства. Термины и определения. п. 2.16
2. ↑  ГОСТР60.0.0.4-2019/ИСО8373:2012 п. 2.6
3. ↑  ГОСТ Р 60.0.0.4-2019/ИСО 8373:2012 п. 2.2
4. ↑  ISO 19649:2017 Mobile robots — Vocabulary
5. ↑  ГОСТ Р 56960-2016 Аппараты необитаемые подводные. Классификация
6. ↑  NORSOK standard U-102
7. ↑  IMCA R 004